# بنو مكي
بنو مَكِّي هي أسرة ليبية مسلمة حكمت مدينة قابس والمناطق المجاورة لها في الجنوب التونسي وامتدت سيطرتها إلى أجزاء من ليبيا مثل طرابلس وجبل نفوسة، وذلك في الفترة الممتدة من سنة 1282م حتى 1394م.

## الأصل والنشأة
برزت أسرة بني مَكِّي في مدينة قابس خلال العهد الحفصي، وكانت من بين العائلات المحلية النافذة التي استفادت من ضعف السلطة المركزية في إفريقية لتوسيع نفوذها. ويُعتقد أن أصلهم يعود إلى قبائل عربية من بني سليم من ذرية وشاح، ونجحوا في التغلغل في البنية الإدارية والاجتماعية للجنوب التونسي.

## التاريخ
اتخذ أحمد بن مكي طرابلس مقرًا لإمارتة بعد أن ولاه عليها السلطان أبو عنان سنة 766 هـ، وظلت مركزًا لحكمه ولابنه من بعده.
في البداية، استطاع بنو مَكِّي الحصول على مناصب رسمية من الدولة الحفصية، حيث عُيِّن أحد أفراد الأسرة والياً على قابس. ولكن مع مرور الوقت، توسع نفوذهم، لا سيما في القرن الرابع عشر، فأصبحت الأسرة تحكم المنطقة بشكل مستقل. امتدت سلطتهم إلى طرابلس وجبل نفوسة، ووصلوا لاحقًا إلى صفاقس بحلول منتصف القرن الرابع عشر.
وخلال النصف الثاني من القرن، تمكن بنو مَكِّي من تأسيس كيان سياسي مستقل في الجنوب الشرقي لإفريقية، وكانوا يُحكمون دون تدخل مباشر من الدولة الحفصية.

## الأهمية
يُعَدّ بنو مَكِّي مثالًا على الحكم المحلي الذي ظهر في العديد من أقاليم الدولة الحفصية نتيجة الضعف الإداري والصراعات الداخلية. وقد ساهمت هذه الأسر في استقرار بعض المناطق، لكنها أيضًا كانت من مظاهر التفكك السياسي العام في إفريقية خلال العصور الوسطى.